# Tim McCarver
Tim McCarver (Memphis; 16 de octubre de 1941-16 de febrero de 2023) fue un beisbolista y comentarista de deportes estadounidense que jugó veintidós años en la MLB en la posición de catcher con cuatro equipos, ganó dos Series Mundiales y fue dos veces al Juego de Estrellas. Ayudó a los Cardinals a obtener el título de la Serie Mundial de 1964, bateando .478 en las Series, incluidos tres jonrones en el décimo inning para ganar el juego 5. En 1966, fue el primer catcher desde el siglo 19 en liderear la Liga Nacional en triples con 13. McCarver fue subcampeón en 1967 para el Premio de Jugador Más Valioso, detrás de su compañero de equipo Orlando Cepeda el famoso Peluchín, después de batear .295 y liderear a los catchers en asistencia y porcentaje de campo.
Transferido a los Phillies después de la temporada de 1969, fue más tarde traído a St. Louis por su compañero de equipo Steve Carlton, siendo su catcher regular en el equipo y ganando tres títulos divisionales de 1976 a 1978. Después fue utilizado como bateador por el pitcher en sus últimas temporadas. En septiembre de 1980, McCarver fue el 18° jugador en jugar en cuatro décadas.
Después de su carrera como jugador, McCarver inicío como comentarista en la televisión, más notable para Fox Sports después de participar en otros tres empresas de noticias. Finalmente tuvo un récord de narrar 23 Series Mundiales así como 20 juegos de Estrellas. Ganó tres Premios Emmy en su proceso. En 2021, McCarver fue nominado para el Premoio Ford C. Frick. Fue inducido al Salón de la Fama Deportivo d la Radiodifusión en 2016 y al Salón de la Fama de St. Louis Cardinals en 2017.

## Carrera

### Jugador

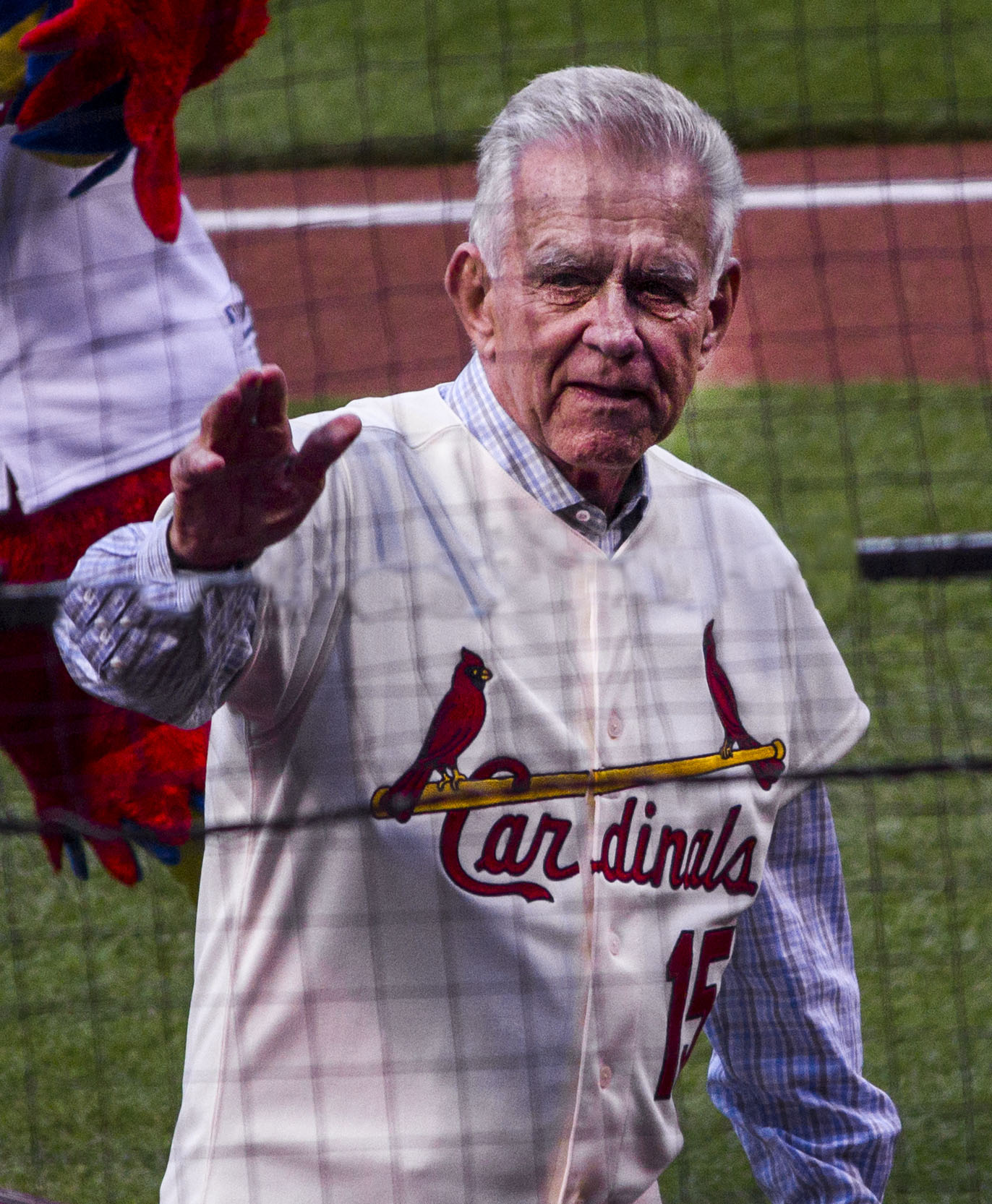
McCarver en 2017

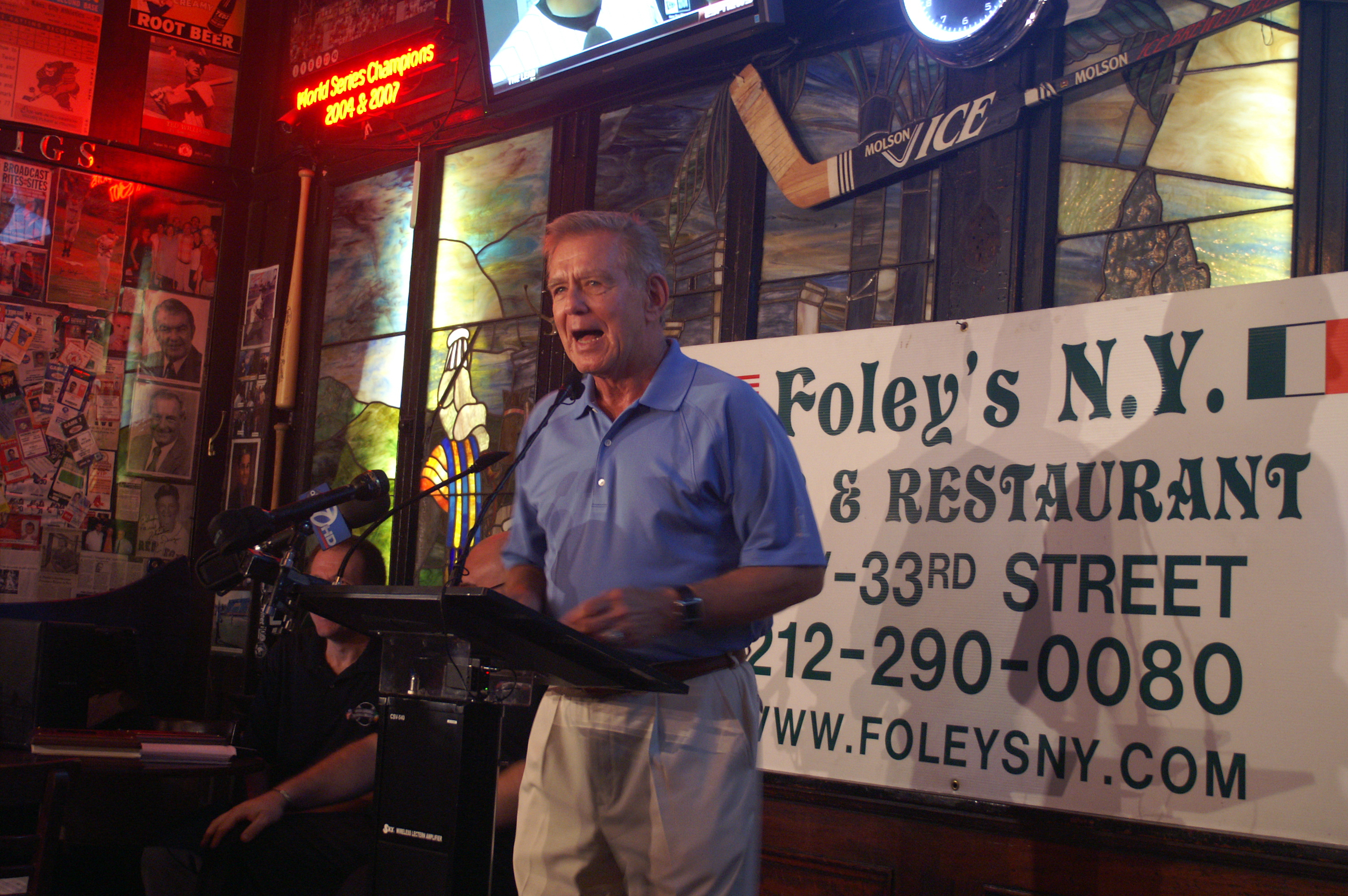
McCarver en su discurso luego de ser elegido miembro del Salón de la Fama del Béisbol Americano Irlandés en 2010.

Fue contratado por los St Louis Cardinals en 1959, donde jugó dos temporadas hasta que estuvo por cinco equipos filiales a partir de 1961. Regresó con el equipo profesional en 1963 y al año siguiente juega en la Serie Mundial de 1964, donde vencieron a los New York Yankees en siete juegos, siendo McCarver clave en la victoria del juego 5 con un cuadrangular en la décima entrada.
En 1966 hace su primera aparición en el Juego de Estrellas de las Grandes Ligas de Béisbol luego de ser el líder entre los receptores en triples con 13, y al año siguiente estuvo cerca de ganar el premio MVP, pero perdería ante Orlando Cepeda. En 1967 vuelve a llegar a la Serie Mundial donde vencieron en siete juegos a los Boston Red Sox, mismo año en el que participó nuevamente en el Juego de Estrellas. Al año siguiente juega en la Serie Mundial, pero pierden en siete juegos ante los Detroit Tigers.
En 1969 los Cardinals cambian a McCarver junto a Curt Flood, Joe Hoerner y Byron Browne a los Philadelphia Phillies por Dick Allen, Cookie Rojas y Jerry Johnson. Estuvo tres años con el equipo hasta que fue cambiado a los Montreal Expos por John Bateman. Con los Expos jugó de outfielder donde solo jugó una temporada luego de que los St Louis Cardinals lo recibieran nuevamente a cambio de Jorge Roque. McCarver fue dejado en libertad a mediados de 1974 y lo firman los Boston Red Sox, equipo que lo dejó libre a mediados de 1975 para regresar a los Philadelphia Phillies, and he signed with the Phillies a week later. equipo con el que se retiraría en 1980 para ser comentarista.
Es conocido por ser uno de 29 jugadores en aparecer en la Serie Mundial en cuatro décadas diferentes (1950, 1960, 1970 y 1980), estuvo en 121 blanquedas y al retirarse se ubicó entre los 10 mejores jugadores en la posición de catcher de todos los tiempos.

### Comentarista
Fue comentarista de béisbol por varias décadas, apareció en al menos 23 Series Mundiales, ganó tres premios Emmy como analista de eventos deportivos y trabajó para los cuatro canales de televisión más importantes en lo que se refiere a transmisión de partidos de béisbol. Se distinguió por ser crítico a Deion Sanders por jugar en dos deportes profesionales, en algunos casos jugaba en ambos deportes el mismo día. También por catalogar a Manny Ramírez con el calificativo de "despreciable" por la forma en la que se fue de los Boston Red Sox para ir a Los Angeles Dodgers.
También hizo una comparación del mánager Joe Torre en la forma de dirigir a los New York Yankees con los generales del nazismo y el stalinismo, aunque en ese caso se disculpó.

## Muerte
McCarver murió el 16 de febrero de 2023 por insuficiencia cardíaca a los 81 años.

## Logros
Jugador
- Dos títulos de Serie Mundial (1964 y 1967)
- Dos apariciones en el Juego de Estrellas (1964 y 1967)
- Miembro del Salón de la Fama del Béisbol Americano Irlandés en 2010.[16]
- Miembro del Museo de la Fama de los St Louis Cardinals

Comentarista
- Tres veces ganador del Premio Emmy
- Ganador del Premio Ford C. Frick 2010 - Miembro del National Baseball Hall of Fame[17]

Un estadio de béisbol de ligas menores fue bautizado como Tim McCarver Stadium en 1978;